# Palmarés da Team Bahrain McLaren
A equipa ciclista profissional da Team Bahrain McLaren já conquistou as seguintes vitórias:

## Bahrain Merida Pro Cycling Team

### 2017

#### UCI World Tour
| Datas        | Carreiras                    | Ganhador        |
| 6 de março   | 2.ª etapa da Paris-Nice      | Sonny Colbrelli |
| 23 de maio   | 16.ª etapa do Giro d'Italia  | Vincenzo Nibali |
| 21 de agosto | 3.ª etapa da Volta a Espanha | Vincenzo Nibali |
| 7 de outubro | Giro de Lombardia            | Vincenzo Nibali |

#### Circuitos Continentais UCI
| Datas          | Circuito                 | Carreiras                           | Ganhador             |
| 25 de janeiro  | UCI America Tour de 2017 | 3.ª etapa da Volta a San Juan (CRI) | Ramūnas Navardauskas |
| 12 de abril    | UCI Europe Tour de 2017  | Flecha Brabanzona                   | Sonny Colbrelli      |
| 23 de abril    | UCI Europe Tour de 2017  | Tour de Croácia                     | Vincenzo Nibali      |
| 28 de maio     | UCI Asia Tour de 2017    | 8.ª etapa do Volta ao Japão         | Jon Ander Insausti   |
| 14 de setembro | UCI Europe Tour de 2017  | Coppa Bernocchi                     | Sonny Colbrelli      |
| 30 de setembro | UCI Europe Tour de 2017  | Giro de Emilia                      | Giovanni Visconti    |

#### Campeonatos nacionais
| Datas         | Carreiras                                  | Ganhador      |
| 23 de junho   | Campeonato de Etiópia Contrarrelógio (CRI) | Tsgabu Grmay  |
| 3 de dezembro | Campeonato de Taiwán em Estrada            | Chun Kai Feng |
| 4 de dezembro | Campeonato de Taiwán Contrarrelógio (CRI)  | Chun Kai Feng |

### 2018

#### UCI World Tour
| Datas        | Carreiras                   | Ganhador        |
| 17 de março  | Milão-Sanremo               | Vincenzo Nibali |
| 15 de maio   | 10.ª etapa do Giro d'Italia | Matej Mohorič   |
| 11 de junho  | 3.ª etapa da Volta à Suíça  | Sonny Colbrelli |
| 19 de agosto | BinckBank Tour              | Matej Mohorič   |

#### Circuitos Continentais UCI
| Datas          | Circuito                | Carreiras                                       | Ganhador             |
| 9 de fevereiro | UCI Asia Tour de 2018   | 4.ª etapa do Tour de Dubai                      | Sonny Colbrelli      |
| 4 de março     | UCI Europe Tour de 2018 | Grande Premeio Indústria e Artigianato-Larciano | Matej Mohorič        |
| 15 de março    | UCI Asia Tour de 2018   | Tour de Taiwan                                  | Yukiya Arashiro      |
| 17 de abril    | UCI Europe Tour de 2018 | 1.ª etapa do Tour de Croácia                    | Niccolò Bonifazio    |
| 19 de abril    | UCI Europe Tour de 2018 | 3.ª etapa do Tour de Croácia                    | Kanstantsín Siutsou  |
| 20 de abril    | UCI Europe Tour de 2018 | 5.ª etapa do Tour dos Alpes                     | Mark Padun           |
| 21 de abril    | UCI Europe Tour de 2018 | 5.ª etapa do Tour de Croácia                    | Manuele Boaro        |
| 22 de abril    | UCI Europe Tour de 2018 | Tour de Croácia                                 | Kanstantsín Siutsou  |
| 22 de maio     | UCI Asia Tour de 2018   | 2.ª etapa do Volta ao Japão                     | Grega Bole           |
| 26 de maio     | UCI Asia Tour de 2018   | 6.ª etapa do Volta ao Japão                     | Grega Bole           |
| 1 de junho     | UCI Europe Tour de 2018 | 1.ª etapa da Hammer Limburgo                    | Bahrain Merida       |
| 3 de junho     | UCI Europe Tour de 2018 | Grande Prêmio de Lugano                         | Hermann Pernsteiner  |
| 7 de julho     | UCI Europe Tour de 2018 | 1.ª etapa da Volta a Áustria                    | Matej Mohorič        |
| 8 de julho     | UCI Europe Tour de 2018 | 2.ª etapa da Volta a Áustria                    | Giovanni Visconti    |
| 10 de julho    | UCI Europe Tour de 2018 | 4.ª etapa da Volta a Áustria                    | Giovanni Visconti    |
| 13 de julho    | UCI Europe Tour de 2018 | 7.ª etapa da Volta a Áustria                    | Antonio Nibali       |
| 14 de julho    | UCI Europe Tour de 2018 | 8.ª etapa da Volta a Áustria                    | Giovanni Visconti    |
| 25 de agosto   | UCI Europe Tour de 2018 | 3.ª etapa da Volta a Alemanha                   | Matej Mohorič        |
| 26 de agosto   | UCI Europe Tour de 2018 | Volta a Alemanha                                | Matej Mohorič        |
| 16 de setembro | UCI Europe Tour de 2018 | Coppa Bernocchi                                 | Sonny Colbrelli      |
| 27 de setembro | UCI Europe Tour de 2018 | 1.ª etapa do Tour do Mar Negro                  | Ramūnas Navardauskas |
| 29 de setembro | UCI Europe Tour de 2018 | Tour do Mar Negro                               | Ramūnas Navardauskas |
| 11 de outubro  | UCI Europe Tour de 2018 | Giro do Piemonte                                | Sonny Colbrelli      |

#### Campeonatos nacionais
| Datas         | Carreiras                                 | Ganhador       |
| 24 de junho   | Campeonato da Espanha em Estrada          | Gorka Izagirre |
| 24 de junho   | Campeonato de Eslovénia em Estrada        | Matej Mohorič  |
| 14 de outubro | Campeonato do Taiwan Contrarrelógio (CRI) | Chun Kai Feng  |
| 15 de outubro | Campeonato do Taiwan em Estrada           | Chun Kai Feng  |

### 2019

#### UCI World Tour
| Datas       | Carreiras                          | Ganhador            |
| 30 de abril | Prologo do Volta à Romandia (CRI)  | Jan Tratnik         |
| 16 de maio  | 5.ª etapa do Volta a Califórnia    | Iván García Cortina |
| 10 de junho | 2.ª etapa do Critérium du Dauphiné | Dylan Teuns         |
| 15 de junho | 1.ª etapa da Volta a Suíça (CRI)   | Rohan Dennis        |
| 11 de julho | 6.ª etapa do Tour de France        | Dylan Teuns         |
| 27 de julho | 20.ª etapa do Tour de France       | Vincenzo Nibali     |
| 9 de agosto | 7.ª etapa da Volta à Polónia       | Matej Mohorič       |

#### Circuitos Continentais UCI
| Datas           | Circuito                | Carreiras                          | Ganhador        |
| 19 de fevereiro | UCI Asia Tour de 2019   | 4.ª etapa do Tour de Omã           | Sonny Colbrelli |
| 26 de julho     | UCI Europe Tour de 2019 | 2.ª etapa da Adriatica Ionica Race | Mark Padun      |
| 28 de julho     | UCI Europe Tour de 2019 | Adriatica Ionica Race              | Mark Padun      |
| 1 de setembro   | UCI Europe Tour de 2019 | 4.ª etapa da Volta a Alemanha      | Sonny Colbrelli |
| 15 de setembro  | UCI Europe Tour de 2019 | Coppa Bernocchi                    | Phil Bauhaus    |
| 6 de outubro    | UCI Europe Tour de 2019 | Grande Prêmio Bruno Beghelli       | Sonny Colbrelli |

#### Campeonatos nacionais
| Datas       | Carreiras                                  | Ganhador      |
| 22 de junho | Campeonato do Tawain Contrarrelógio (CRI)  | Chun Kai Feng |
| 27 de junho | Campeonato da Ucrânia Contrarrelógio (CRI) | Mark Padun    |
| 30 de junho | Campeonato da Eslovénia em Estrada         | Domen Novak   |